# ベッセンバッハ
ベッセンバッハ (ドイツ語: Bessenbach) は、ドイツ連邦共和国バイエルン州ウンターフランケン行政管区のアシャッフェンブルク郡に属す町村（以下、本項では便宜上「町」と記述する）である。アシャッフェンブルクの南東、シュペッサルト山地の支脈の間に位置している。

## 地理

ベッセンバッハの地区図および土地利用図。ピンクが市街地、白が緑地および耕作地、緑が森林である。

ベッセンバッハの町域のおよそ半分は森林である。森にはブナやオークが茂っている。
1996年からヘスバッハ、ベッセンバッハ、ラウファッハ、ザイラウフの間で森林活動共同体が組織された。

### 自治体の構成
この町は、3管区 (Gemarkung)、10地区 (Ortsteil)で構成される（かっこ内の数値は2014年現在の人口である）。
- カイルベルク (Keilberg 2,053)
  - フラウエングルント (Frauengrund 26)
  - シュタイガー (Steiger 77)
  - ウンターベッセンバッハ (Unterbessenbach 43)
  - ヴァルトミヒェルバッハ (Waldmichelbach 31)
  - ヴァイラー (Weiler 11)
- オーバーベッセンバッハ (Oberbessenbach 1,544)
- シュトラースベッセンバッハ (Straßbessenbach 2,199)
  - クリンガーホーフ (Klingerhof)
  - クリンガーミューレ (Klingermühle)

かつてのミッテルベッセンバッハ集落は、現在ではカイルベルクと一体化している。
以下の地域は地理的には孤立しているが、公的な地区ではない。
- ベートアッカー（産業地域）
- ゲマインデツェントルム

### 隣接する市町村
ベッセンバッハは、北はザイラウフ、北東はラウファッハおよび市町村に属さない地域であるハイン・イム・シュペッサルトの森、東はヴァルトアシャッフおよび市町村に属さないヴァルトアシャッフの森、南東はメスペルブルン、南は市町村に属さないホーエ・ヴァルトの森、南西はズルツバッハ・アム・マイン、西はハイバッハ、北西はヘスバッハと境を接している。いずれもアシャッフェンブルク郡に属す市町村および地域である。

## 地名

### 語源
ベッセンバッハという地名は、同名の小川ベッセンバッハ川に由来する。この川は町域を流れ、アシャッフ川に合流する。

### 歴史的表記
歴史的資料や文献では、ウンターベッセンバッハ、ミッテルベッセンバッハ、シュトラースベッセンバッハ、オーバーベッセンバッハはそれぞれ以下のように表記されている。
| - ウンターベッセンバッハ - 1329年 Nidernbessenbach - 1576年 Underbessenbach - 1638年 Unterbessenbach - ミッテルベッセンバッハ - 1521年 Mittelbessennbach - 1532年 Mittelnbessenbach - 1576年 Mittel-Bessenbach | - シュトラースベッセンバッハ - 1515年 Bessenbach - 1532年 Bessenbach an der strassen - 1576年 Straßen-Bessenbach - 1638年 Straßbessenbach - オーバーベッセンバッハ - 1181年 Bessenbach - 1515年 obern Bessenbach - 1532年 Obernbessenbach - 1638年 Oberbessenbach |

## 歴史
この町は、1972年1月1日にカイルベルクとシュトラースベッセンバッハが合併して成立した。1978年1月1日にオーバーベッセンバッハがこれに加わった。周辺の小集落を併せて、ベッセンバッハは12の旧町村からなっている。

## 住民

### 宗教
- カトリック教会
  - 聖ゲオルク教会、カイルベルク
  - 聖ヴェンデリヌス教会、シュトラースベッセンバッハ
  - 聖シュテファヌス教会、オーバーベッセンバッハ

## 行政

### 議会
この町の議会は、20議席の議員で構成されている。

### 首長
2020年3月15日の選挙で、クリストフ・ルッパート (CSU) は 90.52 % の票を獲得して町長に初選出された。彼の前任者は、2002年5月から2020年4月までフランツ・シュトラウプ (CSU) が務めた。

### 姉妹自治体
- デュリー（フランス語版、英語版）、サン＝フュシアン（フランス語版、英語版）、サン＝アン＝アミエノワ（フランス語版、英語版）（フランス、ソンム県）1985年

### 紋章
図柄: 青地で下部に銀の波帯、その上に赤い嘴と脚をもつ双頭の銀のコウノトリ。
紋章の歴史: かつて独立していた町村カイルベルク、シュトラースベッセンバッハおよびオーバーベッセンバッハは1978年に統合自治体を形成し、歴史的な名称であるベッセンバッハを再び名乗った。現在のベッセンバッハの町域にあたる地域の発展には、同名の貴族一門が関わっていた。この一族の主城は現在のカイルベルク地区にあった。この一門は12世紀にはその存在が分権で証明されており、ベッセンバッハの川谷全域の領主権と裁判権を有していた。彼らは、13世紀後期にこれらの権利を売却した。これらの事から、この家の家紋である双頭のコウノトリが町の紋章に採用された。また、この町と地理的に結びついている要素である同名の川が、紋章では銀の波帯で表現されている。
この紋章は、1977年11月28日から使用されている。

## 経済と社会資本

### 交通
- この町へは、アシャッフェンブルク中央駅（ドイツ語版、英語版）から交通共同体アム・バイエリッシェン・ウンターマインの様々なバス路線が運行している。
- ベッセンバッハは連邦アウトバーンA3号線の「ベッセンバッハ/ヴァルトアシャッフ」インターチェンジに直接面しており、シュペッサルト・バイ・ロールブルン・サービスエリアに近い。これと関係して、ベッセンバッハは、A3号線の渋滞多発箇所として有名である。

### 教育
- 州立ベッセンバッハ実科学校
- ベッセンバッハ基礎課程学校

### その他
- プファッフェンベルク送信所

## 引用
1. ↑  https://www.statistikdaten.bayern.de/genesis/online?operation=result&code=12411-003r&leerzeilen=false&language=de Genesis-Online-Datenbank des Bayerischen Landesamtes für Statistik Tabelle 12411-003r Fortschreibung des Bevölkerungsstandes: Gemeinden, Stichtag (Einwohnerzahlen auf Grundlage des Zensus 2011)
2. ↑  Bayerische Landesbibliothek Online - Bessenbach（2015年11月1日 閲覧）
3. ↑  Jahresstatistik 2014 der Gemeinde Bessenbach（2015年11月1日 閲覧）
4. 1 2  Wolf-Armin Frhr. v. Reitzenstein: Lexikon fränkischer Ortsnamen. Herkunft und Bedeutung. C.H.Beck, München 2009, ISBN 978-3-406-59131-0, S. 37.
5. ↑  Wilhelm Volkert (Hrsg.): Handbuch der bayerischen Ämter, Gemeinden und Gerichte 1799–1980. C.H.Beck’sche Verlagsbuchhandlung, München 1983, ISBN 3-406-09669-7, S. 422.
6. ↑  Statistisches Bundesamt (Hrsg.): Historisches Gemeindeverzeichnis für die Bundesrepublik Deutschland. Namens-, Grenz- und Schlüsselnummernänderungen bei Gemeinden, Kreisen und Regierungsbezirken vom 27. 5. 1970 bis 31. 12. 1982. W. Kohlhammer GmbH, Stuttgart und Mainz 1983, ISBN 3-17-003263-1, S. 736.
7. ↑  バイエルン州統計局: 2014年3月16日のアシャッフェンブルク郡の市町村議会選挙結果（2015年10月31日 閲覧）
8. ↑  Bayerns Gemeinden - Gemeinde Bessenbach（2015年11月1日 閲覧）